# Вулиця Олешківська (Львів)
Ву́лиця Оле́шківська — вулиця в Залізничному районі Львова на Левандівці. Бічна вулиці Широкої, від якої веде нумерацію будинків. Проходить паралельно до Планерної та Дідушка. Має ґрунтове покриття без хідників.

## Історія
Від 1925 року вулиця називалася Каштелянська, від 1936 року — Старостинська, від 1946 — Громадянська. 1993 року отримала сучасну назву на честь Олешківської Січі. Забудова вулиці одноповерхова садибна.